# Zou (Sprache)
Zou (auch Zo, Jou, Kuki Chin, Zau, Zome, Zomi und Zoukamz) ist eine vom Volk der Zou gesprochene Mizo-Kuki-Chin-Sprache im Gebiet des Chin-Staats in Myanmar und des indischen Bundesstaats Manipur.
Zou ist eine SOV-Sprache und wird in der lateinischen Schrift geschrieben.

## Klassifikation
Zou ist eine Sprache der Tiddim-Thado-Gruppe, die zur nördlichen Gruppe der Mizo-Kuki-Chin-Sprachen gehört. Sie ähnelt den Sprachen Chin und Simte.

## Aussprache
Das indigene Volk der Zou lebt in Nachbarschaft mit den Paite, die einen sehr ähnlichen Dialekt sprechen, der oftmals mit dem der Zou und der Simte unter dem gemeinsamen Begriff Zoukam zusammengefasst wird, es gibt charakteristische phonetische Unterschiede (z. B. beim Buchstaben „W“).
Den Dialekten der Paite, Thadou, Vaiphei und Zou ist das Fehlen der Aussprache des „R“ gemeinsam, die sie von anderen Dialekten der Chin-Kuki-Mizo-Gruppe unterscheidet.

## Verbreitung
Zou wird heutzutage an Highschools und fortführenden Schulen im Bundesstaat Manipur als Unterrichtssprache angeboten. Das Volk der Zou hat laut Cenus of India 2001 geschätzt 20.000 – 25.000 Mitglieder, die Sprache Zou wurde 1991 von 15.966 Personen in Manipur gesprochen.